# جمال الدريملي
جمال حسونه درويش الدريملي، كاتب ومؤلف فلسطيني، مو مواليد غزة عام 1950م. عمل في السعودية لمدة 23 عاماَ. قام بتأليف العديد من الاوبريتات الغنائية والاستعراضية والمسرحية.

## أعماله
منها:
- اوبريت القدس حكاية الحكايات
- اوبريت إعلان الدولة
- اوبريت أرض وحكاية
- اوبريت بيتنا احلا
- اوبريت حكاية
- اوبريت احنا طلائع فلسطين
- اوبريت أسري الحرية
- اوبريت القدس عروس العواصم

هذا وقد قام بكتابة العديد من المسلسلات الاذاعية حيث اذيع بعض منها من خلال إذاعة صوت القدس وقام بإعداد بعض البرامج التلفزيونية منها برنامج «لمن يهمه الأمر» وهو من ثلاثين حلقة ويعالج من خلاله العديد من المشاكل الاجتماعية بقالب درامي وقد عرض علي شاشة تلفزيون فلسطين من غزة.
كما قام بتأليف العديد من الأناشيد والأغاني الوطنية والدينية والأغاني الخاصة بشهداء فلسطين ومجموعة من أغاني المناسبات وله أغنيات باللهجة الخليجية أذيعت علي شاشة التلفزيون السعودي كما ألف (ما انا نايم في الخيمة وتحت المطر) وهي أول أغنية أذيعت خلال احداث الانتفاضة الأولي من إذاعة القدس التي كانت تبث آنذاك من سوريا.
وله أعمال خاصة بالأطفال من أغاني ومسرحيات وفوازير الأطفال، كما له عدة دواوين شعرية غير مطبوعة بالفصحي والعامية، وبلهجات عربية مختلفة وهي مصنفه كدواوين وطينة ودينية وعاطفيه ومناسبات.